# The Klaxon
The Klaxon è una banda colombiana di ska e reggae, conosciuta come una fra le più rappresentative di questo genere in Colombia.

## Storia
The Klaxon è una band fondata nell'anno 2000 nella città di Bogotá con una proposta musicale che mescola ska e reggae, con sfumature di differenti ritmi latini. In seguito la band va acquistando popolarità e riesce a presentarsi in due edizioni consecutive del Rock al Parque (2001 e 2002).
Nel 2002, inoltre, suonano al Rastazo e al Ibagué Ciudad Rock, tra gli altri festival importanti del paese natale. Lo stesso anno vede The Klaxon ottenere una nomination ai premi Shock della musica nella categoria "Migliore Artista Ska-Reggae".
Nel 2003 la band pubblica il maxi-singolo "El Ampatóleo" ed è nuovamente nominata nella categoria "Migliore Artista Ska-Reggae" dei premi Shock.
Gli anni seguenti partecipano a tre compilation internazionali: El que Hace la Grita di Sony Music Messico e Skabox: Latinoamérica Unita 1 e Skabox: Latinoamérica Unita 2 sotto il marchio Viuda Negra Récords.
Nell'anno 2004 la band riceve una nuova nomination ai premi Shock nella categoria "Migliore Collaborazione".
Nel 2005 iniziano la registrazione del primo album di lunga durata: Obras Públicas, prodotto da Andrés Silva, fondatore e leader della band.
Un anno più tardi, la band inizia il tour "La Klaxoneta por Latinoamérica" che li porta a calcare i palcoscenici di Ecuador, Perù, Cile e Argentina. Durante questo tour perde la vita il percussionista Cristian Fonseca in Ecuador, alla fine della stessa tournée.
Nel 2007 la formazione dei The Klaxon riprende i palcoscenici colombiani, portando la musica in differenti parti del paese.
In seguito partecipa al Rock Al Parque nel 2009 e inizia la produzione del secondo album: Del Mar y el Desierto.
Nel luglio 2011 The Klaxon partecipa alla XII Edizione del Victoria Ska Fest, nella Columbia Britannica in Canada. Qui condivide il palco con Ky-Mani Marley, Gramps Morgan, The Planet Smashers e molti altri. Dopo il tour in Canada, The Klaxon avvia un nuovo tour in Messico, portando la musica in diversi eventi e festival nazionali.
The Klaxon riceve le nomination per i premi Subterránica nella categoria "Migliore Artista Ska - Reggae" negli anni 2009, 2010 e 2011.
Nel 2012 la band ritorna in Colombia e partecipa a differenti eventi.
Nel 2013 presenzia a importanti festival come Rock al Parque, Tortazo Independiente, Quitasol Fest en Bello, Antioquia e Festival Internacional Altavoz nella città di Medellín.
Nell'anno 2016 la band comincia la produzione del terzo lavoro discografico: De Nacimiento, prodotto negli studi di Audiovisión con il patrocinio di Tigo Music.
Tra il 2017 e il 2018 realizzano varie presentazioni in terra colombiana e ecuadoriana, oltre a presentare il videoclip di Seguimos En Pie, primo estratto dall'album.
Attualmente la band prepara il tour di presentazione del disco e annuncia per la prima volta la presentazione di un show speciale in formato Big Band denominato The Klaxon: ¡Big Bang!.
Con i suoi 19 anni di carriera The Klaxon si consolida come una delle band più longeve della scena ska-reggae colombiana, avendo condiviso palchi con importanti artisti nazionali come Dottor Krápula, Nawal, Dafne Marahuntha, La Severa Matacera, Pornomotora e artisti internazionali come Ky-Mani Marley, Bersuit Vergarabat, Sr. Flavio, Misfits, King Changó, Nonpalidece, Alborosie, Resistencia Suburbana, Anvil, Los Cafres, Timmy O' Tool, Anita Tijoux, Caffè Tacuba, Fito Páez, Zona Ganjah, Juanes, Pedro Aznar, Angra, Gustavo Santaolalla, El Tri e Babasónicos.

## Discografia

### In studio
- El Ampatóleo (2003), Viuda Negra Music
- Obras Públicas (2006), Union Latina
- Del Mar y el Desierto (2010), Union Latina

### Partecipazioni in compilation
- Ska Box 1 (2002) Viuda Negra Records
- Ska Box 2 (2004) Viuda Negra Records
- El Que la Hace la grita (2004) Sony Music Messico
- Unión Latina (2006)
- 15 años Rock al Parque (2009)

## Videografia
- Seguimos en pie*
- Un segundo no más
- Día al Sur
- Amanecer
- Soldado corazón

## Formazione
- Andrés Silva - voce/basso
- Daniela Nieto - trombone
- Michelle Camargo - sax alto/clarinetto
- Cynthia de la Espriella - tromba
- Daniel Montoya - tastiere
- Julián Raigoza - chitarra